# 特爾諾瓦鄉 (卡拉什-塞維林縣)
特爾諾瓦鄉（羅馬尼亞語：Comuna Târnova, Caraș-Severin），是羅馬尼亞的鄉份，位於該國西南部，由卡拉什-塞維林縣負責管轄，面積50平方公里，海拔高度338米，2007年人口1,821，人口密度每平方公里37人。